# Мокрый Став
Мокрый Став (укр. Мокрий Став) — село,
Богдановский сельский совет,
Черниговский район,
Запорожская область,
Украина.
Код КОАТУУ — 2325580505. Население по переписи 2001 года составляло 65 человек.

## Географическое положение
Село Мокрый Став находится на правом берегу реки Крушанлы,
выше по течению на расстоянии в 3 км расположено село Долгое,
ниже по течению на расстоянии в 5 км расположено село Широкий Яр.
Река в этом месте пересыхает, на ней сделана запруда.

## История
- 1862 год — дата основания.